# النسوية في تايلاند
النسوية في تايلاند هي التي تؤيدها العديد من الأسس النظرية النسوية التقليدية نفسها، رغم أن النّسوية التايلندية تم تسهيلها من قبل مجموعات ناشطة في الحركة الاجتماعية داخل الديمقراطية الليبرالية في تايلند، تزعم الدولة التايلندية أنها تعمل كمجتمع مدني يتّسم بالتقاطع بين عدم المساواة بين الجنسين والنشاط السياسي في مجالاتها.
في دولة تايلندا، النشاط النسوي بالغ الأهمية عند المنشآت التي تُركّز على جوانب محددة من السياسات العامة التي تعتمد على الحالة الاجتماعية الاقتصادية للمرأة.
التسلسل الهرمي للقضية النسوية يعتمد على الوضع الاجتماعي الطبقي فالنخبة التايلاندية تركز على السياسة العامة، والمساواة الاجتماعية، وزيادة وجود المرأة ضمن الحدود الاقتصادية. الأجيال التايلاندية الأصغر سنًا أقل اهتماما بسياستهم العامة والسياسة الرسمية، بينما الطبقة المتوسطة من النسويات التايلانديات يُعبّرن عن مخاوفهن السياسية بطريقة قديمة ووسائط تقليدية كالعروض الفنية والأعمال المنشورة. 

## تاريخ الحركة النسوية التايلاندية

### 1920s
- في عام 1927 ، لأول مرة في التاريخ التايلندي سبع طالبات تم قبولهم في جامعة شولالونغكورن.

### 1930s
- في عام 1932 حصلت النساء علىحقهن في التصويت ، للمرة الأولى الدول الآسيوية منحت حق الاقتراع للنساء

### 1940s
- أوربين تشاياكان هي المرأة الأولى التي انتخبت في البرلمان التايلندي، في 5 يونيو 1949، تشاياكان انتخبت كعضو في مجلس النواب التايلندي من الجمعية الوطنية لمملكة تايلاند.[2]

### 1990s
- في تسعينيات القرن الماضي، تركزت الحركة النسوية على المساواة السياسية بين الجنسين. في عام 1992، شارك ناشطون تايلانديون في عملية "أوبريشن بلاك"، مظاهرة سلمية من قبل الناس الذين يساعدون في عمل مظاهرات ضد رئيس الوزراء الغير شرعي عام 1992.

### 2000s
- في عام 2011، دولة تايلاند عينت ينغلوك شيناواترا كأول أنثى رئيسة وزراء، ورئيسة الوزراء الثامنة والعشرين. ينغلوك شيناواترا فازت بأصوات الأكثرية 265 من 500 من مقاعد البرلمان (52% من نسبة الأصوات).